# Вабанакська конфедерація

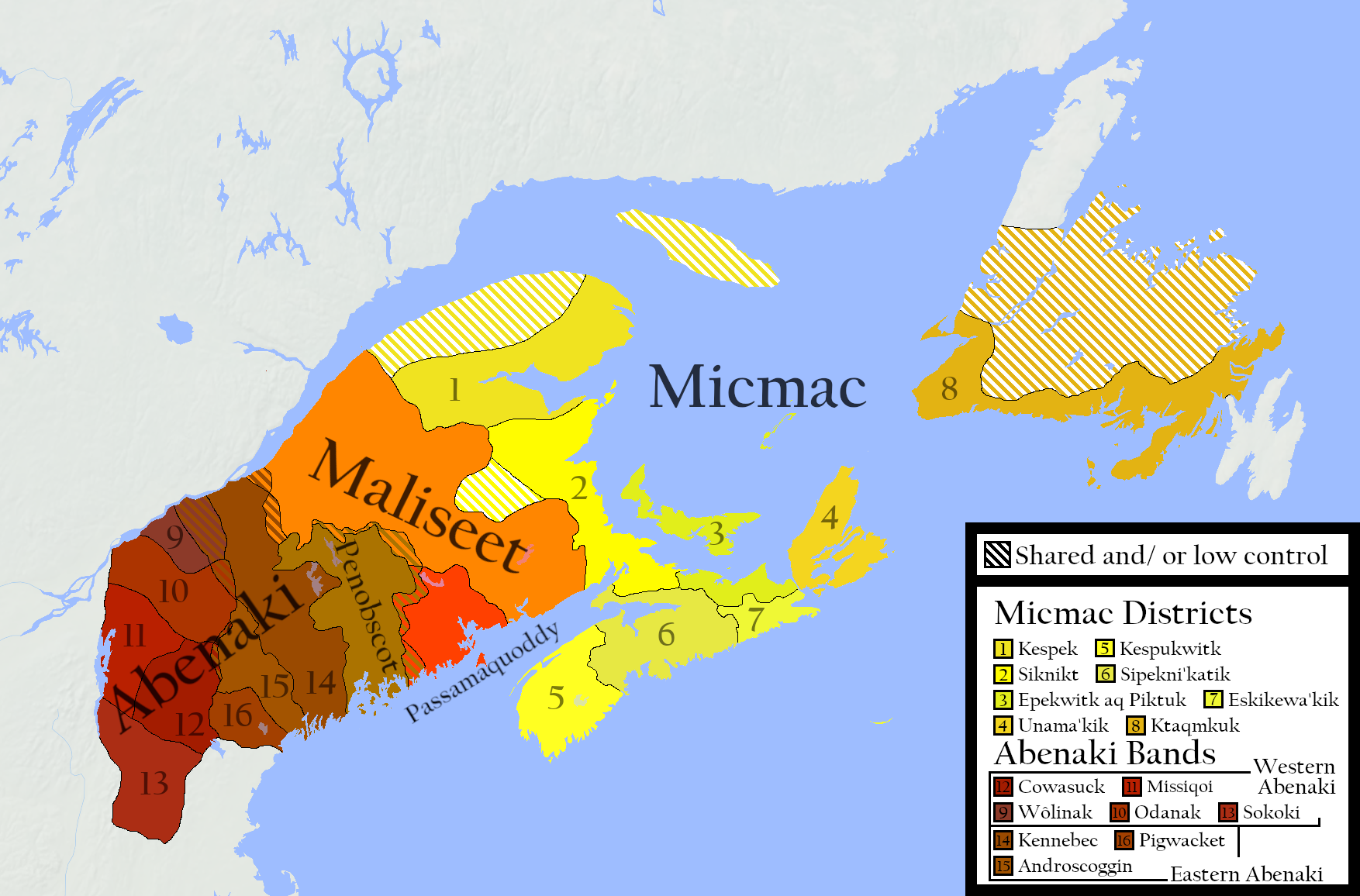
Території сучасних США та Канади, де мешкали індіанські племена, що формували Вабанакську конфедерацію

Вабанакська конфедерація (англ. Wabanaki Confederacy) — політичний та військовий союз Північної Америки, що складалася з п'яти основних східних алгонкінських націй: абенаки, мікмаки, воластокіїки, пассамакуодди (пескотомахкаті) і пенобскоти. Було більше племен, а також багато груп, які колись входили до складу Конфедерації. Корінні племена, такі як нанранцуаки, алемусіски, пеннакуки, сококи та канібас, через масові вбивства, племінну консолідацію та зміну етнічних ярликів були поглинені п'ятьма більшими національними народностями.
Члени Вабанакської конфедерації, Вабанакіяк, мешкали переважно в районі, який вони називали Вабанакі («Земля світанку»), приблизно там, де була утворена французька колонія Акадія. Кордони території охоплюють сучасні штати Мен, Нью-Гемпшир і Вермонт у Сполучених Штатах, а також Нью-Брансвік, материкову частину Нової Шотландії, острів Кейп-Бретон, острів Принца Едварда та частину Квебеку на південь від річки Святого Лаврентія, Антикості та Ньюфаундленд в Канаді.